# Stenomalina gracilis
Stenomalina gracilis är en stekelart som först beskrevs av Walker 1834.  Stenomalina gracilis ingår i släktet Stenomalina och familjen puppglanssteklar. Arten är reproducerande i Sverige. Inga underarter finns listade i Catalogue of Life.